# John Sutcliffe (calciatore)
John Sutcliffe (Hyde, 26 giugno 1913 – Lambeth, 15 ottobre 1980) è stato un calciatore inglese, di ruolo centrocampista.

## Carriera

### Nazionale
Venne convocato nella Nazionale britannica che partecipò ai Giochi olimpici del 1936. Giocò la seconda delle due partite che disputò il Regno Unito nella quale la sua Nazionale perse 5-4 contro la Polonia.